# Joseph Bilger
Pour les articles homonymes, voir Bilger.
Joseph Théodore Bilger (Seppois-le-Haut, 27 septembre 1905 – Clichy, 2 octobre 1975), est un homme politique alsacien catholique, militant agrarien et autonomiste de la fin de la Troisième République.

## Biographie
Il est d'abord journaliste dans la presse alsacienne autonomiste et cléricale du groupe Alsatia et membre de l'Union populaire républicaine.
À 22 ans, il fonde un syndicat paysan dans le Sundgau, qu'il rallie à l'Union paysanne d'Alsace (Bauernbund). 

### L'Union paysanne (ouBauernbund) et le Front national du travail
L'Union paysanne d'Alsace (Elsässischer Bauernbund) est fondée à Colmar en février 1924 par des paysans du Haut-Rhin, en réaction à la fédération agricole d'Alsace-Lorraine, jugée trop pro-gouvernementale et trop pro-française. C'est un regroupement de syndicats agricoles qui n'est qu'une organisation professionnelle jusqu'en 1934. Elle souhaite une organisation corporative, rejette le marxisme et le capitalisme et se fonde sur le christianisme social. C'est donc un mouvement autonomisant catholique, né d'ailleurs avec le soutien des autonomistes catholiques haut-rhinois, Joseph Rossé et l'Union populaire républicaine nationale d'Alsace notamment.
Il devient le secrétaire général de cette association agraire en 1928, et le leader de l'agitation paysanne que connaît l'Alsace-Moselle dans les années 1930. Elle se greffe sur des questions plus anciennes, celles de la spécificité linguistique et culturelle de l'Alsace-Moselle et de l'autonomisme. 
Bilger étend le champ des activités du Bauernbund à la politique en 1934, dans le contexte de crise qui frappe alors la petite paysannerie d'Alsace et de Moselle, crise intensifiée par la perte du marché allemand, suivie de la perte du marché sarrois en 1935. Il crée en 1935 le Front national du travail (Volksständische Arbeitsfront), auquel s'intègre l'Union paysanne. Il se dote d'un programme qui apparaît dans le périodique Volk. Il est alors en contact avec Henri Dorgères et adhère au Front paysan. Son mouvement est anticommuniste, antilibéral, anticapitaliste — hostilité à l'égard des « barons d'usines et des grands trusts » —, antiparlementaire, antisémite et xénophobe. Il se rend en novembre 1936 en Algérie, où il s'en prend aux Juifs.

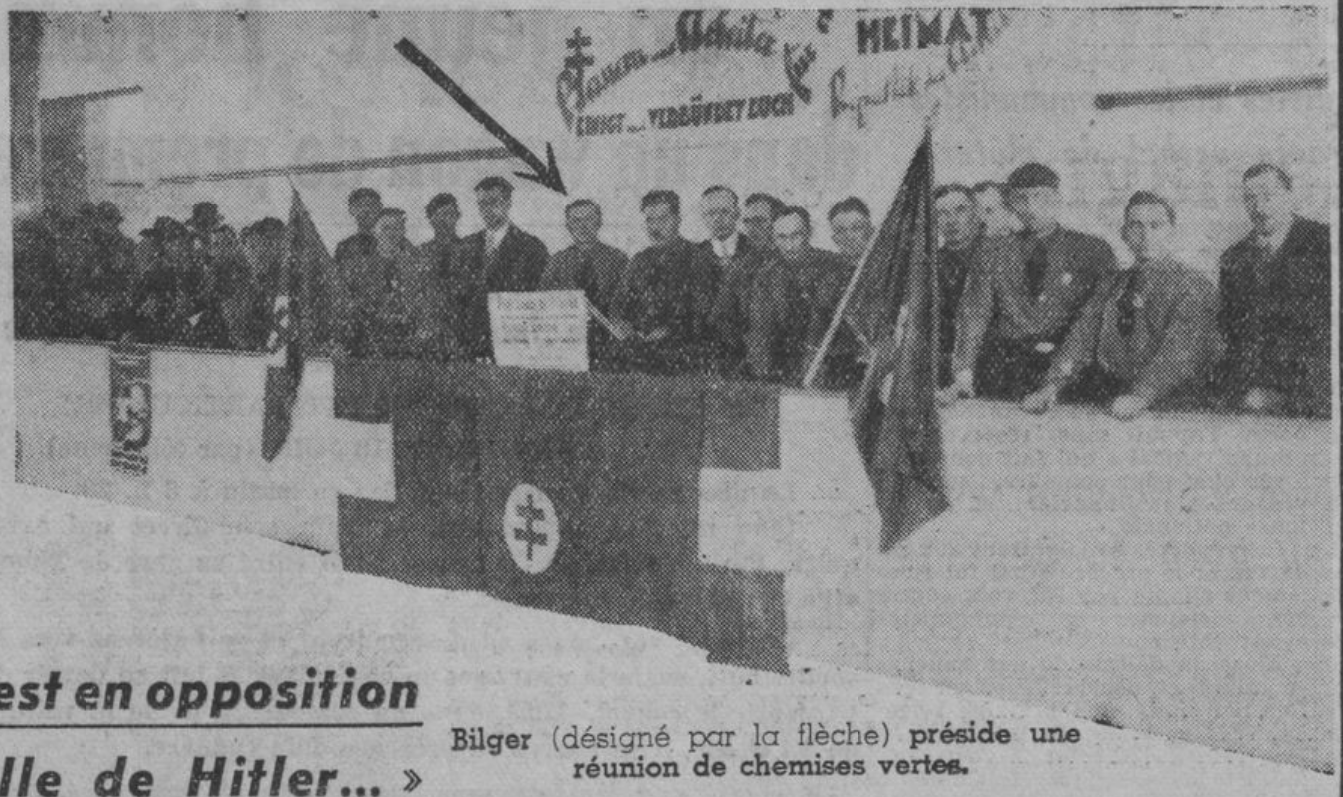
Joseph Bilger, secrétaire général de l'Union paysanne d'Alsace et de Lorraine (au centre) dans Paris-Soir du 19 juin 1938.

Le Front du travail comprend trois sections : l'Union paysanne, l'Union corporative du travail à destination des ouvriers et employés et une section de combat, composée des Jeunesses frontistes (Jung-Front) et d'un groupe chargé du service d'ordre. L'uniforme est de rigueur : la chemise verte avec le brassard où se montre « la croix d'Arc », en fait une croix de Lorraine. Henri Dorgères s'en inspire pour ses militants : les « chemises vertes ».
Il se présente aux élections législatives de 1936 à Guebwiller, sans succès: il n'arrive qu'en 4e position au premier tour et n'obtient qu'environ 2 300 voix aux deux tours,.
Avec l'arrivée au pouvoir du Front populaire, le Bauernbund se durcit encore, et mobilise ses membres contre le communisme, se défendant d'être fasciste ou autonomiste. Bilger est arrêté le 18 décembre 1936 à Strasbourg, à l'issue d'une réunion interdite par les pouvoirs publics. Les socialistes d'Alsace et de Paris l'accusent d'être un « agent d'Hitler ». Bilger gagne cependant son procès en diffamation contre Le Populaire et se défend contre les accusations d'« hitlérisme », auprès par exemple de l'envoyé spécial du quotidien d'information Paris-Soir, qui n'est pas convaincu. Il est en tout cas proche des nationaux d'extrême droite en 1936-38. Le Bauernbund adhère en Alsace à un Comité de coordination des mouvements anti-marxistes, avec l'Alliance royaliste d'Alsace de Paul Dungler, l'UPR, et le Parti républicain national et social, l'avatar des Jeunesses patriotes,. Il participe en 1938 à une réunion de l'Action française aux côtés de Charles Maurras,. Les adversaires de ce dernier en profitent pour dénoncer sa présence, que le journal royaliste justifie ainsi : « Même si des hommes comme Bilger ont pu hésiter un moment dans leur voie, est-ce une raison pour que des patriotes les repoussent quand ils viennent à eux ? Faut-il les abandonner au tentateur allemand ? L'énergie de Bilger a déjà porté en Alsace de rudes coups aux Juifs ».
Le Populaire continue à dénoncer ses campagnes antifrançaises, antirépublicaines et antisémites. En 1939, le député Alfred Oberkirch accuse les partisans de Bilger et les militants alsaciens du Front de la jeunesse de mener une agitation antisémite pro-nazie.

#### L'implantation limitée duBauernbunden Lorraine
Dans l'arrondissement de Sarrebourg existe depuis 1932 le pendant mosellan du Bauernbund, l'Union paysanne lorraine (Lothringer Bauernbund), présidée par Georges Fritsch et liée au Parti chrétien-social de Victor Antoni, un parti mosellan autonomiste et clérical.
À Metz en février 1935, lors d'une assemblée extraordinaire de l'Association mosellane des producteurs de blé, Bilger et un orateur du Front paysan tiennent des discours musclés contre Pierre-Étienne Flandin, en présence d'élus comme Edouard Cordebaine et Guy de Wendel, qui prend la défense de Flandin, malgré les protestations des orateurs et l'hostilité houleuse de la salle, et met en garde l'auditoire contre l'exploitation du mouvement paysan à des fins politiques et anti-gouvernementales. En Lorraine, le FNT s'implante et se développe uniquement dans la Moselle germanophone, dans les cantons de Sarrebourg, Bitche, Saint-Avold, Grostenquin et Volmunster. Ses animateurs mosellans sont Eugène Foulé, maire de Petit-Tenquin, élu (seul candidat) conseiller général du canton rural de Grostenquin en février 1936, délégué « régional » et Eugène Neu, délégué à la propagande.
L'Union paysanne se montre assez active en 1936, avant et surtout après la venue au pouvoir du Front populaire, tentant de profiter de l'agitation paysanne pour se développer. À Forbach en mars 1936, une réunion présidée par Bilger — à laquelle assistent Victor Antoni et Paul Harter — provoque des incidents, du fait de la présence d'élus de gauche venus apporter la contradiction. la gendarmerie met fin à la réunion, mais Bilger et ses « chemises vertes » tentent de manifester dans la rue puis pénètrent de force dans la salle pour imposer une nouvelle réunion. En Moselle, les plus grandes réunions du Bauernbund — notamment celle de Metz qui accueille plusieurs milliers de paysans en janvier 1937 — voient la participation de responsables d'associations agricoles, et d'élus, notamment le député agraire de Château-Salins François Beaudouin. L'Union paysanne de Lorraine revendique alors 5 730 membres. Mais l'audience du Bauernbund, et plus encore du FNT, décline rapidement. Le congrès régional de l'Union paysanne de Lorraine, en juin 1939, se déroule ainsi dans une brasserie à Metz. Le préfet peut alors écrire que l'Union paysanne « en dépit d'une intense activité, n'a pu prendre une place prépondérante en Moselle ». 
Dans les autres départements lorrains, l'influence du Bauernbund est extrêmement limitée, même si Bilger a tenu une conférence à Nancy en avril 1937 et si quelques agriculteurs de la Meuse et de Meurthe-et-Moselle ont rejoint l'Union paysanne. Toutefois, le périodique de la Ligue de défense paysanne de la Meuse, Le Paysan lorrain, évoque l'action de Bilger à partir de juillet 1936 et publie des articles du dirigeant du FNT à partir de juin 1938. Le dirigeant de la Ligue, Pol Marc, participe à une réunion du Bauernbund à Metz en octobre 1936 et reçoit Bilger à Vaucouleurs pour une réunion paysanne le même mois.
En Moselle, le Front national du travail adhère à l'été 1936 au Front lorrain pour combattre le Front populaire et le communisme. Lors de la première assemblée générale du Front lorrain en décembre 1936, la seule décision rendue publique est une adresse de soutien au FNT et à Joseph Bilger, votée à l'unanimité. Un congrès du FNR venait d'être interdit à Strasbourg et son chef Bilger arrêté au motif que le FNT rassemblerait des « autonomistes à la solde de l'Allemagne ». Eugène Foulé est membre du comité exécutif du Front lorrain, constitué tardivement en juin 1937.

### La collaboration avec l'Allemagne nazie
À son retour de captivité le 15 août 1940, il est Ortsgruppenleiter intérimaire d’Ingersheim et conférencier régional (Gauredner) de l’Elsässischer Hilfsdienst. Il gagne ensuite la Moselle annexée par les Allemands où il est à Metz chef de la propagande de la Deutsche Volksgemeinschaft in Lothringen et membre de sa Landesleitung (Direction de la DVG) ainsi que membre du Lothringischer Beirat, conseil consultatif du Gauleiter Josef Bürckel. La Deutsche Volksgemeinschaft (DVG, Communauté du Peuple Allemand) est une création de Bürckel ; c'est une organisation politique dépendant du parti nazi destinée à regrouper les Mosellans qui étaient considérés  comme  Lorrains allemands de souche (Lothringer - Volksdeutsche)  et non comme Allemands du Reich (Reichsdeutsche). Il publie de nombreux articles dans le bulletin de la DVG et surtout il est le rédacteur des rapports périodiques que la DVG adresse à Bürckel. 
Tombé en disgrâce, il quitte la direction de la DVG en mai 1942 et est temporairement assigné à résidence à Hambourg. Il est alors opposé à l'incorporation de force des Mosellans dans la Wehrmacht (les "Malgré-nous") et aux transplantations de Mosellans politiquement peu sûrs en Haute Silésie (les "Patriotes Résistants à l'Occupant"). 
Il ouvre un bureau de presse privé à Metz, collabora à la Metzer Zeitung am Abend. En 1944, au nom d'un "Comité de l'Alsace-Lorraine Libre" il prône même le départ des nazis d'Alsace et de Moselle.  Il s'enfuit en Alsace en septembre 1944, où il est arrêté le 31 janvier 1945.
Le 8 juillet 1947, Joseph Bilger est condamné par le Tribunal de Metz à 10 ans de travaux forcés et 20 ans d'indignité nationale. À la suite de sa condamnation, il est incarcéré au centre de détention d'Oermingen puis transféré au Camp de la Vierge à Épinal. Il est libéré à l'automne 1952.

### La lutte pour le corporatisme chrétien et l'Algérie française
Revenu dans la vie militante et la presse à la fin des années cinquante, après une libération anticipée, il rejoint la Défense paysanne de Henri Dorgères puis le rassemblement paysan de Paul Antier et de Robert Poujade (pas de lien avec Pierre Poujade et le poujadisme), dont il est secrétaire général. Il souhaite toujours un État « chrétien, corporatif et décentralisé »: Il faut avant tout selon lui « assurer la primauté du spirituel, restaurer les communautés naturelles (famille, profession, régions) et lutter contre le capitalisme et le marxisme ». Il dirige en 1959 l'Union des paysans de France, dont il est le secrétaire général, et le rédacteur en chef de Promotion paysanne. Il appuie la FNSEA « dans la mesure où son action se libère de la tutelle officielle et de l'emprise marxiste ». Il se déclare en faveur de « la restauration d'une véritable corporation paysanne ». 
Son association agraire est liée au paysan catholique contre-révolutionnaire établi en Algérie Robert Martel et à son organisation, le Mouvement populaire du 13 mai. Il s'engage d'ailleurs en faveur de l'Algérie Française au sein de ce mouvement, comme secrétaire général et trésorier. Il tient ainsi un meeting aux côtés de Martel à Alger en avril 1959. Il s'en prend aux « politicards de la métropole », fait huer le gaulliste Léon Delbecque, affirme que le M.P. 13 « n'est pas le mouvement des coffres-forts et des bourgeois »: « ( Si ) les Algériens ont fait le 13 mai, ce n'est pas pour défendre les intérêts des gros colons, mais tout simplement pour défendre le tombeau de leurs pères, pour détendre leur droit au bonheur et à la liberté. Le M.P. 13, c'est le parti du juste milieu. Nous sommes contre le message périmé de Karl Marx, contre celui du capitalisme. (...) Les ouvriers n'ont pas besoin des communistes pour les détendre, ni des maquereaux (sic) de la SFIO ».

### Famille
Époux depuis 1930 de Suzanne Gillet, qui l'a secondé, il est le père de quatre enfants, une fille, Marie-Christine, et trois garçons, l'économiste François Bilger, l'homme d'affaires Pierre Bilger et le magistrat Philippe Bilger. Il divorce après sa libération tandis que ses enfants vivent auprès de leur mère.

## Sources
- Dominique Lerch, « Du journalisme au syndicalisme paysan, entre Alsace, Moselle et Algérie, un itinéraire d’extrême droite, proche du nazisme : Joseph Bilger (1905-1975) », Annales de l'Est,‎ février 2013 (lire en ligne).
- Bernard Reimeringer, « Un mouvement paysan extrémiste des années trente : les Chemises vertes », Revue d'Alsace, 1980, no 106, p. 113-133.
- Léon Strauss, Les Organisations paysannes alsaciennes de 1890 à 1939 : notables et contestataires, in Histoire de l'Alsace rurale, Strasbourg, Librairie istra, 1983.
- Id., Joseph-Thédore Bilger, in Nouveau dictionnaire de biographie alsacienne, Fédération des sociétés savantes d'histoire et d'archéologie d'Alsace, 1983, vol. III, p. 224 (Lire en ligne)
- Robert Paxton, Le Temps des chemises vertes. Révoltes paysannes et fascisme rural 1929-1939, Paris, Éd. du Seuil, 1996
- Jean-François Colas, Les Droites nationales en Lorraine dans les années 1930 : acteurs, organisations, réseaux, thèse de doctorat, Université de Paris X-Nanterre, 2002, 3 vol.
- Pierre Bilger[24], Quatre millions d'euros, le prix de ma liberté, Bourin Éditeur, 2004, p. 68-78 (Lire en ligne).
- Henry Coston (dir.), Partis, journaux et hommes politiques d'hier et d'aujourd'hui, Lectures françaises, décembre 1960.
- Henri Hiegel, Ils disent: drôle de guerre, ceux qui n'y étaient pas. La drôle de guerre en Moselle. Tome I, 3 septembre 1939-10 mai 1940, Sarreguemines, Éditions Pierron, 1983 (Lire en ligne les passages concernant Bilger et son Bauernbund jusqu'en 1939 en Moselle)
- Dieter Wolfanger (trad. de l'allemand par François Serizay), La nazification de la Lorraine mosellane, Sarreguemines, Ed. Pierron, 1982, 229 p. (ISBN 978-2-708-50012-9, OCLC 406872447)
- Bernard Le Marec et Gérard Le Marec, Les années noires : la Moselle annexée par Hitler : documents et témoignages, Metz, Ed. Serpenoise, 1990, 319 p. (ISBN 978-2-876-92062-0, OCLC 467894687)